# یوخاری قشلاق

نمایی از روستا

یوخاری قشلاق (به لاتین: Yuxarı Qışlaq، به ارمنی: آرکوویکای Արքոյքայ) یک منطقه مسکونی در جمهوری آذربایجان است که در شهرستان شاهبوز واقع شده‌است. یوخاری قشلاق ۵۳۵ نفر جمعیت دارد.